# Uloma rufonotata
Uloma rufonotata – gatunek chrząszcza z rodziny czarnuchowatych i podrodziny Tenebrioninae.
Gatunek ten został opisany w 1958 roku przez Paula Ardoin, który jako miejsce typowe wskazał N`Kongsambę.
Czarnuch o ciele długości poniżej 12 mm. Pokrywy ma ciemne z rudymi plamkami w okolicach barkowych i na wierzchołkach.
Chrząszcz afrotropikalny, znany z Kamerunu, Konga oraz Gabonu.